# Estación San Jaime
San Jaime es una estación de ferrocarril ubicada en la localidad de San Jaime de la Frontera del departamento Federación en la provincia de Entre Ríos, República Argentina. 
Se encuentra precedida por la Estación La Hierra y le sigue Estación Colodrero.
La totalidad del ramal hasta Curuzú Cuatiá fue habilitado al tráfico el 20 de septiembre de 1920 luego de que el Primer Batallón de Ferrocarrileros del Ejército Argentino finalizara su construcción.
El empalme a San José de Feliciano fue inaugurado el 22 de noviembre de 1932 y abierto al servicio el 6 de marzo de 1935.
El Plan Larkin establecía un orden de prioridad para el cierre de varios ramales del FCGU y sus sustitución por caminos, poniendo como primera prioridad de cierre al ramal de San Jaime a La Paz. Fue clausurado en 1969 y sus vías fueron abandonadas. El 14 de abril de 1975 fue rehabilitado el tramo entre San Jaime y San José de Feliciano, pero solo circularon dos trenes y poco después las vías fueron levantadas.
Los trenes de carga desde Curuzú Cuatiá circularon esporádicamente hasta septiembre de 2006, quedando desde entonces abandonado el ramal. 